# 弗兰齐斯卡·古德
弗兰齐斯卡·古德（德語：Franziska Gude，1976年3月19日—），德国女子曲棍球运动员。她曾代表德国参加2000年和2004年夏季奥林匹克运动会曲棍球比赛，其中2004年奥运会获得一枚金牌。